# Солонцы (Горишнеплавнинский городской совет)
Солонцы (укр. Солонці) — село,
Дмитровский сельский совет,
Горишнеплавнинский городской совет,
Полтавская область,
Украина.
Код КОАТУУ — 5310290315. Население по переписи 2001 года составляло 147 человек.

## Географическое положение
Село Солонцы находится на расстоянии в 0,5 км от села Кияшки.
Местность вокруг села сильно заболочена.
Рядом проходит автомобильная дорога М-22 (E 577).

## История
В 1945 г. Указом Президиума ВС УССР хутор Лиходеи переименован в Солонцы.